# Immeuble Génin-Louis
Le magasin Génin-Louis dit Graineterie Genin Louis, à l'angle de la rue Saint-Jean et de la rue Bénit à Nancy en Meurthe-et-Moselle, est le premier édifice à structure métallique apparente à servir en partie d'habitation. 

## Localisation
L'édifice est situé au no 52 de la rue Saint-Jean et au no 2 de la rue Bénit dans le quartier Charles III - Centre Ville de Nancy.

## Histoire
L'immeuble est construit entre 1900 et 1901 pour Jules Genin et Camille Louis son épouse, marchands de grains, par le polytechnicien Henri Gutton, son neveu Henry Gutton.
L'entreprise de construction métallique de l'ingénieur Frédéric Schertzer réalise le gros œuvre avec l'aide de l'entreprise Fould Dupont de Pompey qui fournit la structure métallique en acier riveté. La céramique est exécutée par Alexandre Bigot fabricant à Mer et les 4 verrières décoratives Les Glycines sont du nancéien Jacques Grüber.
Les combles sont détruits par un incendie en février 1902. Menacé de destruction en 1973, l'immeuble est restauré en 1975 avant d'être protégé au titre des monuments historiques. Les façades et toitures sur rues y compris l'oriel sont inscrits au titre des monuments historiques par arrêté du 16 août 1976.

## Description
Cet édifice est représentatif du courant rationaliste inspiré par Viollet-le-Duc. Sa structure métallique apparente, d'acier riveté, due à Schertzer, s'explique par l'exiguïté de la parcelle en angle, et par la présence dans les deux niveaux inférieurs d'une graineterie. 
Les trois niveaux supérieurs sont dévolus à des logements. La structure métallique supporte une charpente en bois. Le procédé de construction, des plus hardis, suscita de nombreuses critiques, et resta sans lendemain. Quant à la décoration, elle se concentre sur l'oriel et les baies inférieures. À la base de l'oriel, des fleurs et des capsules de pavots en fer forgé rappellent l'orientation commerciale du magasin. Au sommet, les extrémités des montants d'acier se terminent par des motifs végétaux stylisés, rappelant ceux des grilles. 
Cette réalisation est originale à plus d'un titre: fruit de la collaboration entre architectes et ingénieurs, sans précédent à Nancy, cet édifice réussit la synthèse recherchée par l’École de Nancy, entre la structure et la décoration, entre la forme et la fonction.